# Wilhelm Góra
Wilhelm Góra (Bytom, 18 gennaio 1916 – Amburgo, 21 maggio 1975) è stato un calciatore polacco, di ruolo centrocampista.

## Carriera
Con la Nazionale polacca prese parte ai Giochi Olimpici del 1936 ed ai Mondiali del 1938.

## Palmarès

### Club

#### Competizioni nazionali
- Campionato polacco: 1

KS Cracovia: 1937